# イブラーヒーム (アフシャール朝)
イブラーヒーム（? - 1749年）は、アフシャール朝の第3代君主（在位：1748年）。

## 来歴
第2代君主のアーディル・シャーの実弟。兄が即位すると、その命令でイスファハーンの治安安定のために派遣された。しかしここで力を得た彼は、兄に対して謀反を起こし、1748年に兄を盲目にして廃位して、自らが即位した。
だが、ホラーサーンの有力者らは彼の即位を認めず、初代のナーディル・シャーの直系の孫であるシャー・ルフを擁立した。このため彼も退位となり、1749年に兄同様にナーディル・シャーの妻の命令で処刑された。